# Phyllodoce deflexa
Phyllodoce deflexa là một loài thực vật có hoa trong họ Thạch nam. Loài này được Ching ex H.P. Yang miêu tả khoa học đầu tiên năm 1990.